# Liga Internacional de Natación
La Liga Internacional de Natación, también conocida por ISL las siglas de su denominación inglesa International Swimming League, fue una liga anual de natación profesional, establecida en 2019. La temporada de la ISL se divide en dos partes, la primera de las cuales es la etapa de campeonato regular, donde los nadadores determinan qué clubes deben pasar a la final. La final se compone de los 4 mejores clubes, y el ganador se convierte en el campeón de la ISL. 
Las pruebas de la ISL tienen un formato de competición por equipos con rápidas sesiones de carreras.

## Formato

### Temporada de la ISL
La temporada se divide en un campeonato regular y una final. En el campeonato regular los clubes ganan puntos por participar en las pruebas de acuerdo con el siguiente principio: 4 puntos por el primer puesto en la prueba, 3 por el segundo, 2 por el tercero y 1 por el cuarto. Después de todas las pruebas del campeonato, los 4 clubes con el mayor número de puntos avanzan a la final, donde se determina el ganador de la liga (los Campeones de la ISL). Cada club puede tener una lista máxima de 32 atletas. En cada prueba se permite competir a 28 de ellos. 12 hombres y 12 mujeres pueden nadar en carreras individuales, mientras que 2 hombres y 2 mujeres pueden ser utilizados como atletas solo destinados a los relevos.

### Pruebas de la ISL
Cuatro clubes participan en una prueba. Una prueba de la ISL dura dos días y consiste en 37 (39 en la temporada 2020) carreras: 30 (32) individuales, 5 relevos por equipo y 2 ‘skin races’. Cada carrera consiste en 2 representantes de cada uno de los clubes. Los puntos se distribuyen después de la carrera de la siguiente manera: 9 puntos para el primero, 7 para el segundo, 6 para el tercero... 1 para el octavo. Los puntos no se otorgan a los atletas (equipos) que no terminan una carrera. Además, los puntos se duplican en los relevos y se otorgan después de cada una de las 3 series de la ‘skin races’.
Los puntos de los representantes de los clubes se suman y van hacia el resultado total de puntos de sus respectivos clubes.
Una victoria en una carrera no garantiza que el club ganador sea el que más puntos consiga. Por ejemplo, los representantes de los clubes que terminen en primer y séptimo lugar en una carrera ganarán menos puntos para sus respectivos clubes que los que terminen en segundo y cuarto lugar: obtendrán 11 y 12 puntos en total, respectivamente.
Una prueba es ganada por el club que haya logrado más puntos en todas las carreras 37 (39). Del mismo modo, el resto de los clubes se distribuyen entre el 2º y el 4º lugar, según los puntos que logran durante toda la prueba. Teóricamente, una prueba puede ser ganada por un equipo que no haya ganado una sola carrera.
En caso de que dos o más clubes terminen con la misma cantidad de puntos después de la prueba, se realizará un relevo mixto extra de 4 × 50 m entre estos clubes, cuyo resultado reflejará la clasificación final de estos clubes en la prueba.

## Clubes[2]
En 2019 la Liga comenzó con 8 clubes en total: 4 de Estados Unidos y 4 de Europa. En 2020 un club de Canadá y un club de Japón se unen a la ISL, incrementando el número total de clubes a 10.
| Equipo                    | Ciudad                | Se une                | Manager General       | Entrenador            |
| Conferencia Americana     | Conferencia Americana | Conferencia Americana | Conferencia Americana | Conferencia Americana |
| ------------------------- | --------------------- | --------------------- | --------------------- | --------------------- |
| DC Trident                | Washington D. C.      | 2019                  | Kaitlin Sandeno       | Cyndi Gallagher       |
| LA Current                | Los Ángeles           | 2019                  | Lenny Krayzelburg     | David Marsh           |
| New York Breakers         | Nueva York            | 2019                  | Tina Andrew           | Martin Truijens       |
| Cali Condors              | San Francisco         | 2019                  | Jason Lezak           | Jonty Skinner         |
| Toronto Titans            | Toronto               | 2020                  | Robert Kent           | Byron MacDonald       |
| Conferencia Euro-Asiática |                       |                       |                       |                       |
| Energy Standard           | París                 | 2019                  | Jean-Francois Salessy | James Gibson          |
| London Roar               | Londres               | 2019                  | Rob Woodhouse         | Mel Marshall          |
| Team Iron                 | Budapest              | 2019                  | Dorina Szekeres       | József Nagy           |
| Aqua Centurions           | Roma                  | 2019                  | Agnese Bianco         | Matteo Giunta         |
| Tokyo Frog Kings          | Tokio                 | 2020                  | Kosuke Kitajima       | David Salo            |

## Reglamento técnico[11]
En cada prueba participan cuatro clubes. Cada club está compuesto por un mínimo de 24 y un máximo de 28 atletas, de los cuales 12 a 14 son hombres y 12 a 14 son mujeres. En cada evento, todos los clubes que compiten deben alinear dos atletas (y también dos equipos en los relevos). Una prueba de la ISL estándar tiene lugar durante dos días. Cada día se compone de tres sesiones de 30-35 minutos, divididas por dos descansos de 10 minutos. Cada día se asignan al azar dos carriles adyacentes a los clubes. Los representantes de los clubes nadarán en las pistas asignadas a sus respectivos equipos hasta el final del día. Si uno de los días se le asignó a un club un carril en los laterales, al día siguiente se le garantizarán carriles centrales y viceversa. Las alineaciones de los equipos se presentan antes de cada sesión de competición. Estas alineaciones pueden ser cambiadas y ajustadas dos veces al día: 2 minutos tras el inicio del primer descanso y 2 minutos tras el inicio del segundo. Una prueba consta de 37 carreras, y en 2020 se añadirán dos carreras adicionales más: los 100 estilos individuales para hombres y mujeres (100 IM). Entre esas 37 pruebas se incluyen 30 (32 en 2020) pruebas individuales, en las que solo se permite la participación de 12 hombres y 12 mujeres, y 5 relevos, donde se permite la participación de todos los atletas del club, y 2 'skin races', que están abiertas solo para los mismos nadadores que hayan participado en las pruebas individuales. Además, si dos o más equipos empatan en puntos al final de la prueba, se realizará un relevo mixto extra de 4x50 entre los representantes de estos clubes. Todos los atletas pueden participar en este relevo. El ganador de este relevo terminará por encima del otro equipo en la clasificación final de la prueba.
Los puntos se otorgan a los equipos al final de cada prueba de la siguiente manera:
| Puesto | 1º | 2º | 3º | 4º |
| Puntos | 4  | 3  | 2  | 1  |
| ------ | -- | -- | -- | -- |

### Temporada 2019[12]
Los dos mejores clubes europeos y los dos mejores clubes americanos, con el mayor número de puntos después del campeonato regular, se clasifican para la Final. Si dos o más clubes están empatados después del campeonato regular, se utilizan criterios adicionales para determinar el ganador.

### Puntuación
Carreras individuales
| Puesto | 1º | 2º | 3º | 4º | 5º | 6º | 7º | 8º | NT | DS | NC |
| Puntos | 9  | 7  | 6  | 5  | 4  | 3  | 2  | 1  | -2 | -2 | -4 |
| ------ | -- | -- | -- | -- | -- | -- | -- | -- | -- | -- | -- |

Carreras de relevos
| Puesto | 1º | 2º | 3º | 4º | 5º | 6º | 7º | 8º |
| Puntos | 18 | 14 | 12 | 10 | 8  | 6  | 4  | 2  |
| ------ | -- | -- | -- | -- | -- | -- | -- | -- |

Skin Races
|         | Puesto | NC  | NT | DS | 8º | 7º | 6º | 5º | 4º | 3º | 2º | 1º |
| Ronda 1 | Puntos | -4  | -2 | -2 | 1  | 2  | 3  | 4  |    |    |    |    |
| Ronda 2 | Puntos | -8  | -4 | -4 |    |    |    |    | 10 | 12 |    |    |
| Ronda 3 | Puntos | -12 | -6 | -6 |    |    |    |    |    |    | 21 | 27 |
| ------- | ------ | --- | -- | -- | -- | -- | -- | -- | -- | -- | -- | -- |

### Penalizaciones
La Regla del Tiempo Estándar: si un atleta (o un equipo de relevos) no logra el Tiempo Estándar que se presenta a continuación, se le penaliza con 1 punto de su contribución a la puntuación total del club (2 puntos en las carreras de relevos). La Regla del Tiempo Estándar no se aplica en las dos últimas pruebas de la 'skin race'.
|                      | Distancia | Hombres | Récord del Mundo |         | Mujeres | Récord del Mundo |
| -------------------- | --------- | ------- | ---------------- | ------- | ------- | ---------------- |
| Estilo Libre         | 50        | 22.50   | 20.26            | 25.50   | 22.93   |                  |
| Estilo Libre         | 100       | 49.50   | 44.94            | 55.00   | 50.25   |                  |
| Estilo Libre         | 200       | 1:49.50 | 1:39.37          | 1:58.50 | 1:50.43 |                  |
| Estilo Libre         | 400       | 3:50.50 | 3:32.25          | 4:10.00 | 3:53.92 |                  |
|                      |           |         |                  |         |         |                  |
| Espalda              | 50        | 25.00   | 22.22            | 28.50   | 25.67   |                  |
| Espalda              | 100       | 54.00   | 48.88            | 1:01.00 | 55.03   |                  |
| Espalda              | 200       | 1:58.00 | 1:45.63          | 2:11.00 | 1:59.23 |                  |
|                      |           |         |                  |         |         |                  |
| Braza                | 50        | 28.50   | 25.25            | 31.50   | 28.56   |                  |
| Braza                | 100       | 1:00.00 | 55.61            | 1:08.50 | 1:02.36 |                  |
| Braza                | 200       | 2:12.00 | 2:00.16          | 2:28.50 | 2:14.57 |                  |
|                      |           |         |                  |         |         |                  |
| Mariposa             | 50        | 24.00   | 21.75            | 26.50   | 24.38   |                  |
| Mariposa             | 100       | 53.00   | 48.08            | 58.50   | 54.61   |                  |
| Mariposa             | 200       | 1:59.50 | 1:48.24          | 2:12.00 | 1:59.61 |                  |
|                      |           |         |                  |         |         |                  |
| Individual Mixto     | 200       | 2:01.00 | 1:49.63          | 2:13.50 | 2:01.86 |                  |
| Individual Mixto     | 400       | 4:19.00 | 3:55.50          | 4:46.50 | 4:18.94 |                  |
|                      |           |         |                  |         |         |                  |
| Estilo Libre Relevos | 4 x 100   | 3:17.00 | 3:03.03          | 3:39.00 | 3:26.53 |                  |
| Combinada Relevos    | 4 x 100   | 3:35.50 | 3:19.16          | 4:02.00 | 3:45.20 |                  |
| Estilo Libre Mixto   | 4 x 100   | 3:28.00 | 3:28.00          | 3:28.00 | 3:28.00 | 3:28.00          |

Si un atleta (o un equipo de relevos) fue descalificado o no terminó la carrera, no se otorgan puntos para su club, mientras que se restan dos puntos (cuatro para los equipos de relevos) de la puntuación general del club. Si un atleta (o un equipo de relevos) no se presentó a la carrera, no se otorgan puntos para su club, mientras que se restan cuatro puntos (ocho para los equipos de relevos) de la puntuación general del club.

### Skin Race
Una 'skin race' es una serie de carreras de estilo libre consecutivas de 50 metros (SCM), que funciona bajo un formato de eliminatorias: En la primera ronda se eliminan cuatro nadadores (de 8), en la segunda ronda se eliminan dos nadadores, y en la tercera y última ronda solo hay dos nadadores que compiten entre sí en una carrera final cara a cara. Las rondas de las 'skin races' se celebran cada 3 minutos. Los atletas pueden precalentar en la piscina o recibir un masaje breve por parte del fisioterapeuta de su equipo detrás de los tacos de salida entre cada ronda hasta que se cumplan los 3 minutos. Los atletas eliminados de la carrera deben regresar al área de su equipo. Los carriles que los atletas clasificados usarán en la siguiente ronda se determinarán de acuerdo a la asignación de carriles de su equipo para ese día. Las 'skin races' de la ISL tienen la siguiente puntuación:

### MVP
Un MVP es elegido tras cada prueba y al final de la temporada. El criterio para ambas elecciones son el número de puntos con relación a la puntuación del equipo, que el nadador ha acumulado durante la prueba y la temporada, respectivamente. En cada ocasión solo se puede elegir un MVP y puede ser tanto una mujer como un hombre.

### Novedades técnicas de 2020
1.	Se añaden dos carreras más, los 100 estilos individuales para hombres y mujeres (100 IM).
2.	El equipo ganador de los relevos mixtos masculinos y femeninos determina el estilo de la ‘skin race’.
3.	Durante la ‘skin race’, a diferencia de la temporada 2019, los puntos se otorgan después de cada una de las series.
4.	La regla del tiempo parcial. Si un atleta está por delante de algunos atletas en su carrera por un margen mayor que el tiempo parcial, los puntos de estos atletas se otorgan al club del ganador de la carrera. Teóricamente, el ganador de la carrera que supera a todos sus oponentes por un margen mayor al del tiempo parcial (jackpot) puede ganar 37 puntos para su club en una carrera individual (jackpot individual), 74 puntos en una carrera de relevos (jackpot de relevos) y 80 puntos en una ‘skin race’ si logra ganar las tres etapas por un margen mayor al del tiempo parcial (jackpot triple). En el caso del jackpot, los otros tres equipos reciben 0 puntos por la carrera. La regla del tiempo parcial no se aplica a los atletas descalificados, a los que no se presentaron a la carrera y a los que no terminaron la carrera (excepto la última etapa de la ‘skin race’). Durante la última etapa de la ‘skin race’, en caso de que un atleta no se presente, no termine la carrera o sea descalificado, el club de su rival recibirá siete puntos, mientras que su equipo recibirá una penalización de acuerdo con la carpeta de "penalizaciones".

## Presupuesto
El presupuesto de la temporada 2019 fue de 20 millones de dólares, con más de seis millones de dólares en lo referente a participación y premios para los atletas.

## Resultados por temporada[12]
Nota: Nombres y banderas de los equipos según la época. Entre paréntesis, veces que ha sido campeón el club.
| Temporada                      | Campeón                                  | Subcampeón                               | Tercero                                  | Cuarto                                   | Sede final                               | Notas                                                                                           |                                          |
| Liga Internacional de Natación | Liga Internacional de Natación           | Liga Internacional de Natación           | Liga Internacional de Natación           | Liga Internacional de Natación           | Liga Internacional de Natación           | Liga Internacional de Natación                                                                  |                                          |
| ------------------------------ | ---------------------------------------- | ---------------------------------------- | ---------------------------------------- | ---------------------------------------- | ---------------------------------------- | ----------------------------------------------------------------------------------------------- | ---------------------------------------- |
| 2019                           | Energy Standard                          | London Roar                              | Cali Condors                             | LA Current                               | Las Vegas                                |                                                                                                 |                                          |
| 2020                           | Cali Condors (1)                         | Energy Standard                          | London Roar                              | LA Current                               | Budapest                                 | Ampliación de 8 a 10 equipos. Edición disputada en sede única debido a la pandemia de COVID-19. |                                          |
| 2021                           | Energy Standard (2)                      | Cali Condors                             | London Roar                              | LA Current                               | Eindhoven                                |                                                                                                 |                                          |
| 2022                           | Cancelada por la invasión rusa a Ucrania | Cancelada por la invasión rusa a Ucrania | Cancelada por la invasión rusa a Ucrania | Cancelada por la invasión rusa a Ucrania | Cancelada por la invasión rusa a Ucrania | Cancelada por la invasión rusa a Ucrania                                                        | Cancelada por la invasión rusa a Ucrania |

## Palmarés
| Equipo          | Títulos | Subcamp. | Años campeonatos | Años subcampeonatos |
| --------------- | ------- | -------- | ---------------- | ------------------- |
| Energy Standard | 2       | 1        | 2019, 2021       | 2020                |
| Cali Condors    | 1       | 1        | 2020             | 2021                |
| London Roar     | -       | 1        |                  | 2019                |

## MVP por temporada
| Edición | Primero                                  | Primero                                  | Segundo                                  | Segundo                                  | Tercero                                  | Tercero                                  |                                          |
| ------- | ---------------------------------------- | ---------------------------------------- | ---------------------------------------- | ---------------------------------------- | ---------------------------------------- | ---------------------------------------- | ---------------------------------------- |
| Edición |                                          | Nadador                                  | Pts.                                     | Nadador                                  | Pts.                                     | Nadador                                  | Pts.                                     |
| 2019    | Sarah Sjöström (Energy Standard)         | 243,5                                    | Caeleb Dressel (Cali Condors)            | 240                                      | Emma McKeon (London Roar)                | 192                                      |                                          |
| 2020    | Caeleb Dressel (Cali Condors)            | 463,5                                    | Lilly King (Cali Condors)                | 350                                      | Béryl Gastaldello (LA Current)           | 340,5                                    |                                          |
| 2021    | Sarah Sjöström (Energy Standard)         | 511,5                                    | Siobhan Haughey (Energy Standard)        | 468                                      | Ilia Shymanovich (Energy Standard)       | 403,5                                    |                                          |
| 2022    | Cancelada por la invasión rusa a Ucrania | Cancelada por la invasión rusa a Ucrania | Cancelada por la invasión rusa a Ucrania | Cancelada por la invasión rusa a Ucrania | Cancelada por la invasión rusa a Ucrania | Cancelada por la invasión rusa a Ucrania | Cancelada por la invasión rusa a Ucrania |

## Palmarés MVP

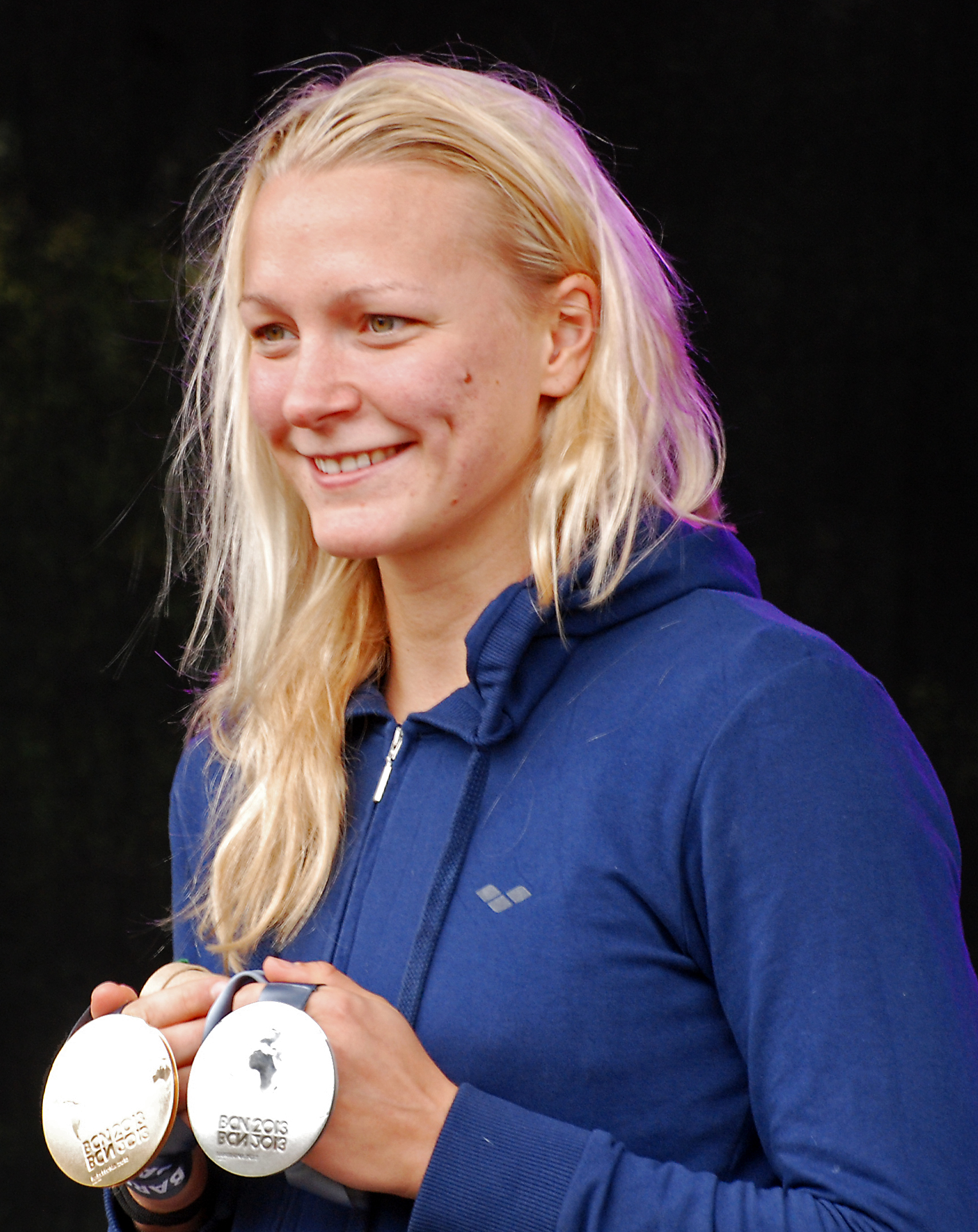
Sarah Sjöström, nadadora más galardonada.

Nota: en negrita ediciones ganadas. En cursiva ediciones en las que quedó segundo o tercero.
| Nadador           | Primero | Segundo | Tercero | Años galardonado |
| ----------------- | ------- | ------- | ------- | ---------------- |
| Sarah Sjöström    | 2       | -       | -       | 2019, 2021       |
| Caeleb Dressel    | 1       | 1       | -       | 2019, 2020       |
| Lilly King        | -       | 1       | -       | 2020             |
| Siobhan Haughey   | -       | 1       | -       | 2021             |
| Emma McKeon       | -       | -       | 1       | 2019             |
| Béryl Gastaldello | -       | -       | 1       | 2020             |
| Ilia Shymanovich  | -       | -       | 1       | 2021             |

### Palmarés MVP por países
| País           | Primero | Segundo | Tercero | Nadadores ganadores |
| -------------- | ------- | ------- | ------- | ------------------- |
| Suecia         | 2       | -       | -       | Sarah Sjöström (2)  |
| Estados Unidos | 1       | 2       | -       | Caeleb Dressel      |
| Hong Kong      | -       | 1       | -       |                     |
| Australia      | -       | -       | 1       |                     |
| Francia        | -       | -       | 1       |                     |
| Bielorrusia    | -       | -       | 1       |                     |

### Palmarés MVP según el equipo
| País            | Primero | Segundo | Tercero | Nadadores ganadores |
| --------------- | ------- | ------- | ------- | ------------------- |
| Energy Standard | 2       | 1       | 1       | Sarah Sjöström (2)  |
| Cali Condors    | 1       | 2       | -       | Caeleb Dressel      |
| London Roar     | -       | -       | 1       |                     |
| LA Current      | -       | -       | 1       |                     |